# Edvard Moser
Edvard Ingjald Moser (født 27. april 1962 i Ålesund) er en norsk psykolog og professor ved Norges teknisk-naturvitenskapelige universitet (NTNU), hvor han er leder for Institutt for systemnevrovitenskap ved Det medicinske fakultet. Han modtog i 2014 Nobelprisen i medicin med sin ægtefælle May-Britt Moser og deres faglige mentor John O'Keefe, der lagde grunden til den forskning, som de fik prisen for.
Mosers forældre var oprindelig fra Tyskland og indvandrede til Norge i 1950'erne. Moser blev cand.psychol. ved Universitetet i Oslo i 1990 og dr.philos. i 1995, og har derudover studeret matematik og statistik. Hans doktorgrad i neurofysiologi fra 1995 ved Universitetet i Oslo var vejledt af Per Andersen. I 1996 blev han førsteamanuensis i biologisk psykologi ved NTNU og i 1998 professor i neurovidenskab. Han har særlig bidraget inden for studiet af hippocampus, med særlig vægt på hukommelse og evne til rumlig orientering. Han har modtaget internationale priser for sin forskning.
I 2005 modtog han og ægtefællen, der dengang arbejdede på Senter for hukommelsesbiologi (CBM), et gennembrud i parrets forskning, da de påviste en hidtil ukendt type nervecelle i hjernen kaldet gittercelle. Denne type celler er vigtige for stedsansen og evnen til at orientere os i et landskap. Moser-ægteparrets forskning kan bidrage til at forklare, hvorledes hukommelse skabes i hjernen, og hvorfor minder om hændelser ofte involverer associationer til rum, gade eller landskab som mindet er forbundet med.
Moser blev i 2014 valgt ind som foreign associate i det amerikanske videnskabsakademi National Academy of Sciences.